# رایسا مکرتچیان
رایسا هراندی مکرتچیان (سارگسیان) (ارمنی: Ռաիսա Հրանտի Մկրտչյան (Սարգսյան)؛ زادهٔ ۲۵ فوریهٔ ۱۹۴۲) خواننده اهل ارمنستان است.

## زندگی‌نامه
وی در ۲۵ فوریه ۱۹۴۲ در سوان، به دنیا آمد و از کنسرواتوار دولتی کومیتاس ایروان فارغ‌التحصیل شد. وی برنده جوایزی همچون مدال موسس خورناتسی (۲۰۰۱)، شهروند افتخاری ایروان (۲۰۱۵) هنرمند مردمی جمهوری ارمنستان (۲۰۰۶) و هنرمند شایسته ارمنستان شوروی (۱۹۷۷) است.

## نگارخانه

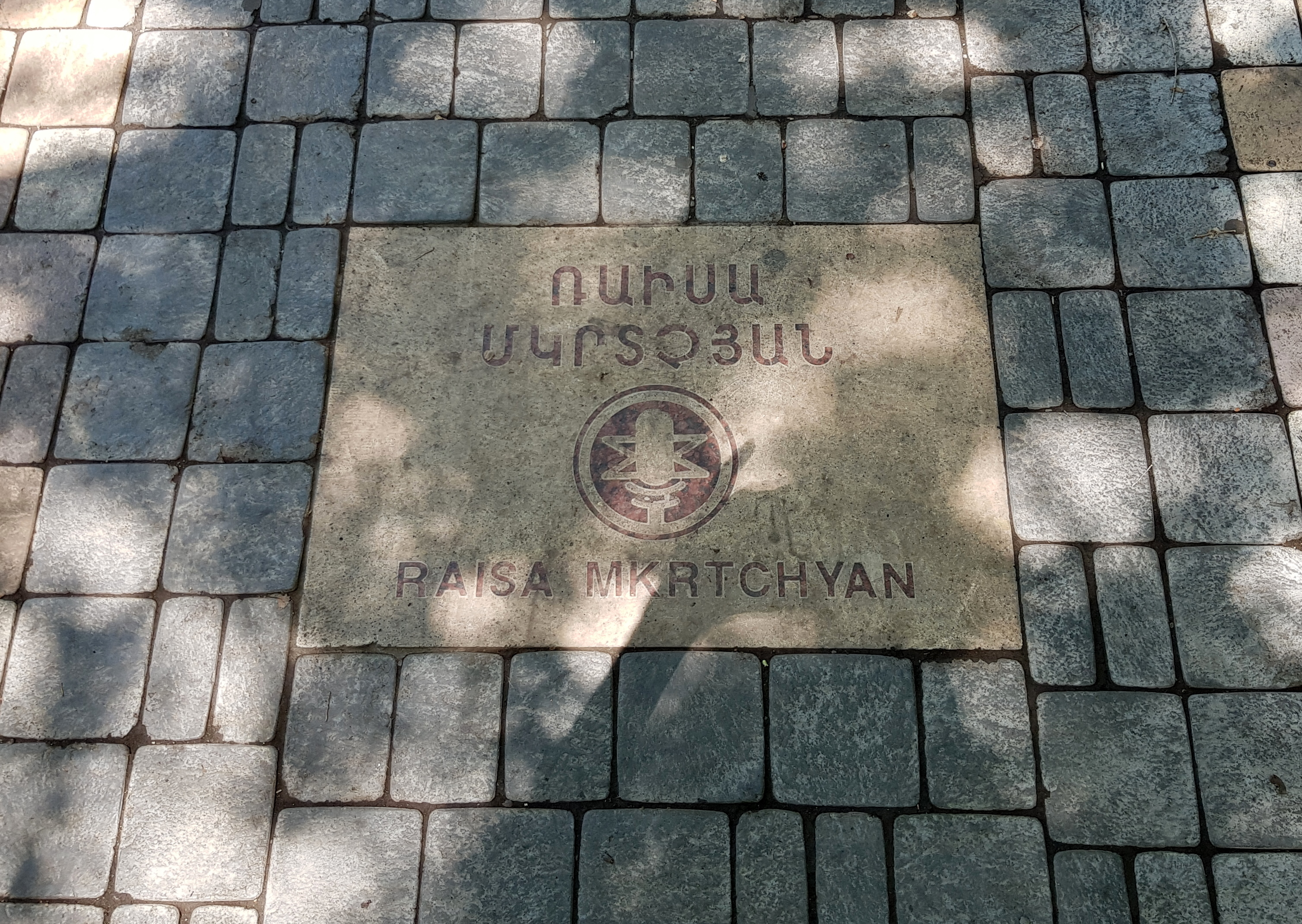